# Giovanni Maggi

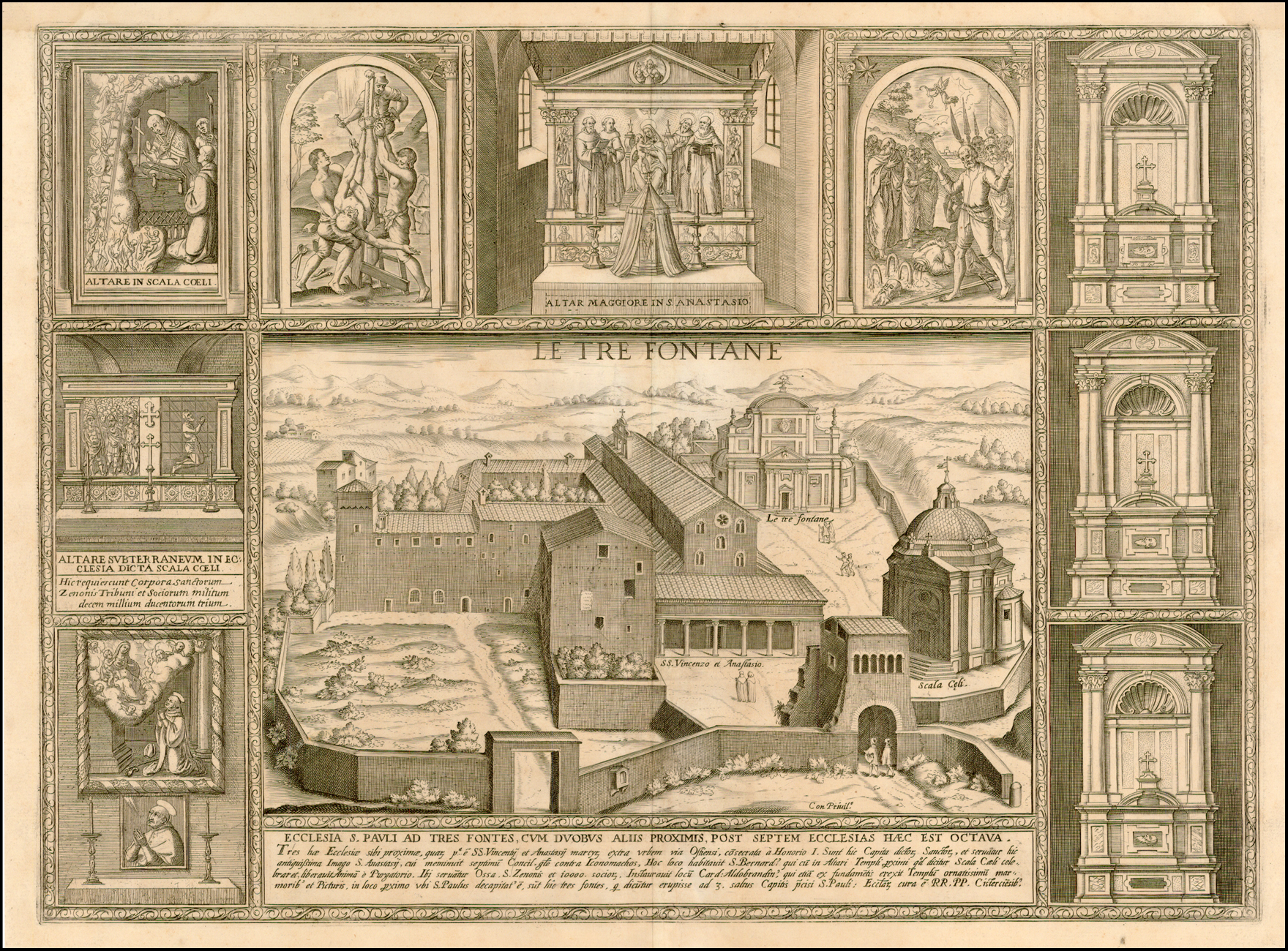
Le Tre Fontane, gravyr från omkring år 1620.

Giovanni Maggi, född 1566 i Rom, död 1625 i Rom, var en italiensk arkitekt, kartograf och gravör. Till Jubelåret 1625 utförde han en karta över Rom – Pianta prospettica di Roma. Maggi är representerad vid bland annat Nationalmuseum i Stockholm.